# Yusuf Erdoğan
Yusuf Erdoğan (Isparta, 7 agosto 1992) è un calciatore turco, centrocampista del Konyaspor.

## Carriera

### Club

#### Araklıspor
Nel biennio con l'Araklıspor in TFF 3. Lig gioca 34 partite e segna 1 gol.

#### 1461 Trabzon
Il 18 agosto 2011 passa a parametro zero al 1461 Trabzon. Nella sua prima stagione in TFF 2. Lig gioca 24 partite e segna 4 gol, contribuendo alla promozione della squadra.
Nella stagione successiva in TFF 1. Lig gioca 30 partite e segna 8 gol.

#### Trabzonspor
Il 1º luglio 2014 passa a parametro zero al Trabzonspor con cui esordisce in Süper Lig e in Europa League. La sua prima stagione termina con un totale di 36 partite giocate con 4 gol e 6 assist all'attivo.

### Nazionale
Nel 2013 ha esordito con la nazionale Under-21 turca. Dopo 2 amichevoli, il 13 agosto 2013 disputa la partita di qualificazione agli Europei Under-21 persa per 3-1 contro la nazionale Under-21 polacca.

## Palmarès

### Club

#### Competizioni nazionali
- Campionato turco: 1

Trabzonspor: 2021-2022
- Supercoppa di Turchia: 1

Trazbonspor: 2022